# Psilorhynchidae
Famille
Psilorhynchidae ou « carpes de montagnes » est une famille de poissons appartenant à l’ordre des Cypriniformes. Psilorhynchidae est mono-typique, c'est-à-dire qu'il ne contient qu'un seul genre Psilorhynchus. Ce genre et famille se rencontre dans les rivières à courant rapide et les ruisseaux d’Asie du Sud et du Myanmar.

## Liste des genres
Selon FishBase (10 juillet 2015):

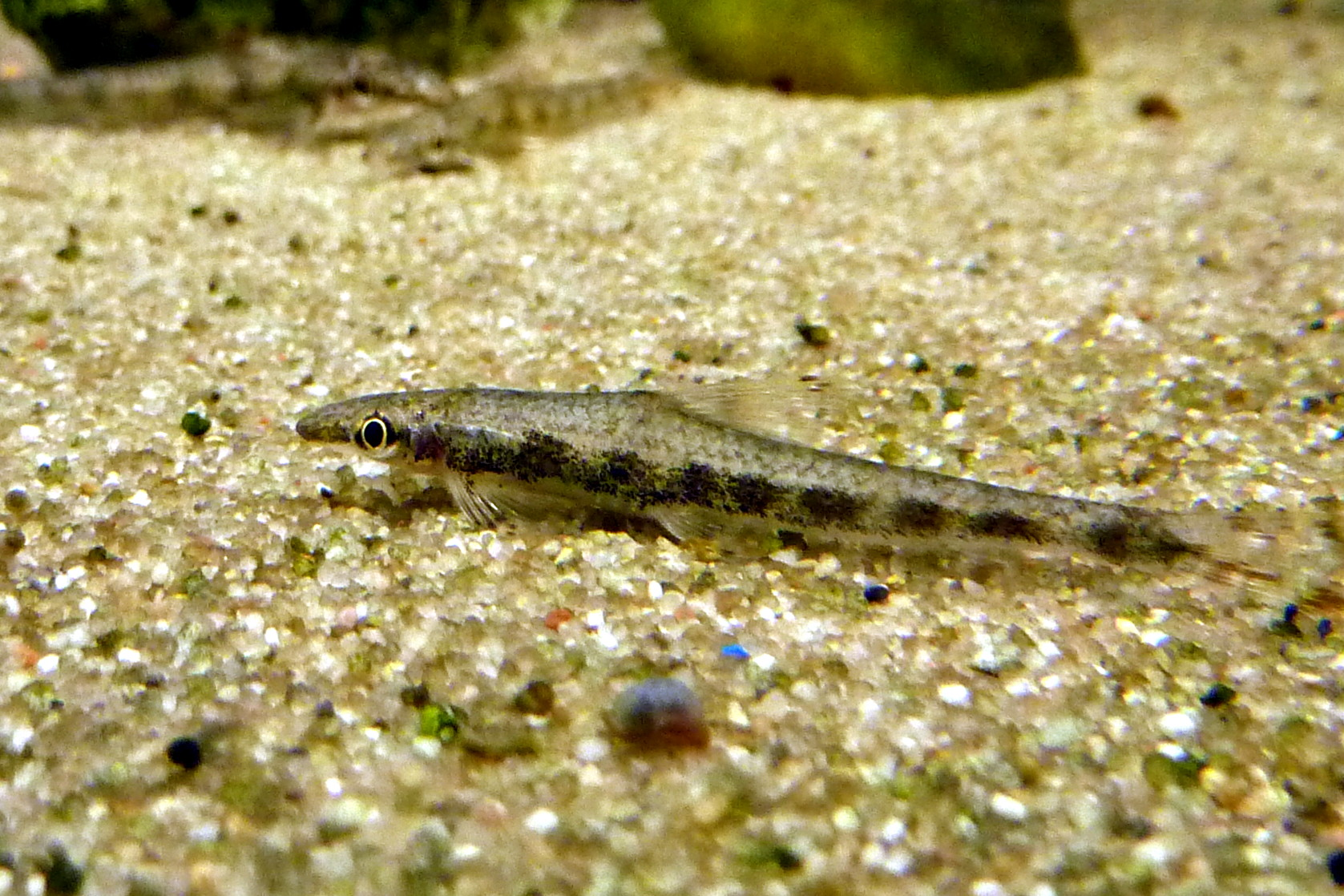
Psilorhynchus sucatio

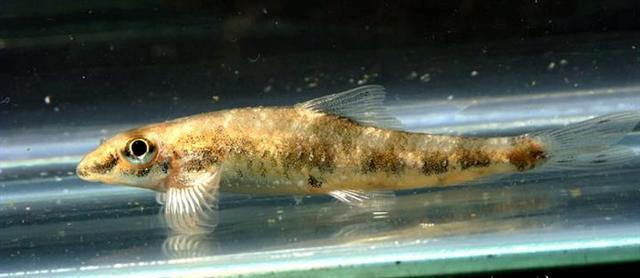
Psilorhynchus balitora

- genre Psilorhynchus McClelland, 1839
  - espèce Psilorhynchus amplicephalus Arunachalam, Muralidharan & Sivakumar, 2007
  - espèce Psilorhynchus arunachalensis (Nebeshwar, Bagra & Das, 2007)
  - espèce Psilorhynchus balitora (Hamilton, 1822)
  - espèce Psilorhynchus brachyrhynchus Conway & Britz, 2010
  - espèce Psilorhynchus breviminor Conway & Mayden, 2008
  - espèce Psilorhynchus chakpiensis Shangningam & Vishwanath, 2013[2]
  - espèce Psilorhynchus gokkyi Conway & Britz, 2010
  - espèce Psilorhynchus hamiltoni Conway, Dittmer, Jezisek & Ng, 2013[3]
  - espèce Psilorhynchus homaloptera Hora & Mukerji, 1935[4]
  - espèce Psilorhynchus maculatus Shangningam & Vishwanath, 2013[5]
  - espèce Psilorhynchus melissa Conway & Kottelat, 2010
  - espèce Psilorhynchus microphthalmus Vishwanath & Manojkumar, 1995
  - espèce Psilorhynchus nepalensis Conway & Mayden, 2008
  - espèce Psilorhynchus ngathanu Shangningam & Vishwanath, 2013[6]
  - espèce Psilorhynchus nudithoracicus Tilak & Husain, 1980[7]
  - espèce Psilorhynchus pavimentatus Conway & Kottelat, 2010
  - espèce Psilorhynchus piperatus Conway & Britz, 2010
  - espèce Psilorhynchus pseudecheneis Menon & Datta, 1964
  - espèce Psilorhynchus rahmani Conway & Mayden, 2008
  - espèce Psilorhynchus robustus Conway & Kottelat, 2007
  - espèce Psilorhynchus rowleyi Hora & Misra, 1941[8]
  - espèce Psilorhynchus sucatio (Hamilton, 1822) - Espèce type (Cyprinus sucatio F. Hamilton 1822)
  - espèce Psilorhynchus tenura Arunachalam & Muralidharan, 2008

### Note
- Également:
  - espèce Psilorhynchus kaladanensis Lalramliana, Lalnuntluanga &  Lalronunga, 2015[7]
  - espèce Psilorhynchus khopai Lalramliana, Solo, Lalronunga & Lalnuntluanga, 2014[9]
  - espèce Psilorhynchus olliei Conway & Britz, 2015[10]